# Адалберт IV фон Боген
Адалберт/Алберт IV/V фон Боген (на немски: Adalbert/Albert IV. (N) von Bogen; * ок. 1191; † 15 януари 1242) е граф на Боген и Виндберг (1221 – 1242), фогт на Обералтайх и Виндберг. Той е последният мъжки представител на род фон Боген, странична линия от династията Бабенберги.
Родът фон Боген е през 12 и 13 век значим висш род в Бавария с резиденция северно от Дунав до Щраубинг.

## Живот
Той е син на Адалберт III фон Боген (1165 – 1197) и съпругата му Людмила Бохемска († 1240), дъщеря на бохемския херцог Фредерик (1141/2 – 1189) и Алжбета Геза Унгарска (1144/45 – сл. 1189). Майка му Людмила се омъжва втори път през 1204 г. в Келхайм за херцог Лудвиг I Келхаймерски (1173 – 1231).
Брат е на Бертхолд III († 1218, убит в Петия кръстоносен поход), и Лиутполд († 1221), граф на Боген (1209), става пробст в „Алтен Капеле“ в Регенсбург (1215).
Адалберт IV фон Боген става кръстоносец, тръгва през 1209/1210 г. с император Ото IV в Италия, участва през 1217/1218 г. в кръстоносния поход в Египет, и през 1234/35 г. в Палестина. Той става фогт на Обералтайх. От 1237 до 1239 г. помага на братовчед си – изпадналия в немилост херцог Фридрих II Бабенберг.
Негов наследник е полубрат му баварския херцог Ото II фон Вителсбах († 1253).

## Фамилия
Адалберт IV фон Боген се жени за Рихица фон Дилинген († 20 юни сл. 1234), дъщеря на граф Адалберт III фон Дилинген († 1214) и Хейлика II фон Вителсбах († сл. 1180). Те нямат деца.